# تشهار راه (سميرم)
تشهار راه هي قرية في مقاطعة سميرم، إيران. يقدر عدد سكانها بـ 673 نسمة بحسب إحصاء 2016.